# Hinsdale County
Hinsdale County är ett administrativt område i delstaten Colorado, USA. År 2010 hade countyt 843 invånare. Den administrativa huvudorten (county seat) är Lake City.  

## Geografi
Enligt United States Census Bureau har countyt en total area på 2 909 km². 2 895 km² av den arean är land och 14 km² är vatten.

### Angränsande countyn
- Gunnison County - nord
- Saguache County - nordöst
- Mineral County - öst
- Archuleta County - sydöst
- La Plata County - sydväst
- San Juan County - väst
- Ouray County - nordväst